# Cottonwood (Alabama)
Cottonwood is een plaats (town) in de Amerikaanse staat Alabama, en valt bestuurlijk gezien onder Houston County.

## Demografie
Bij de volkstelling in 2000 werd het aantal inwoners vastgesteld op 1170.
In 2006 is het aantal inwoners door het United States Census Bureau geschat op 1172, een stijging van 2 (0,2%).

## Geografie
Volgens het United States Census Bureau beslaat de plaats een oppervlakte van
14,2 km², geheel bestaande uit land. Cottonwood ligt op ongeveer 74 m boven zeeniveau.

## Plaatsen in de nabije omgeving
De onderstaande figuur toont de plaatsen in een straal van 24 km rond Cottonwood.